# بيتر بلوف
بيتر بلوف مواليد 29 سبتمبر 1963 في هامبورغ، ألمانيا الغربية، هو لاعب كرة مضرب ألماني سابق بدأ مسيرته كمحترف سنة 1987 وكان يلعب باليد اليمنى. أعلى تصنيف له في الفردي كان المركز الـ 179 في سنة 1990. أعلى تصنيف له في الزوجي كان المركز الـ 115 في سنة 1989.

## النهائيات

### الزوجي: (2)
| الحصيلة | الرقم | السنة | الدورة                | الأرضية | الشريك         | المنافس في النهائي            | النتيجة في النهائي |
| ------- | ----- | ----- | --------------------- | ------- | -------------- | ----------------------------- | ------------------ |
| الفوز   | 1.    | 1989  | جنيف، سويسرا          | ترابية  | أوغو بيجاتو    | أرنو بوتش كتيسلاف دوسيديل     | 6–4, 6–3           |
| الفوز   | 2.    | 1990  | فورث، ألمانيا الغربية | ترابية  | ريكي أوسترتهان | ماركوس جوريز أندريه أولهوفسكي | 7–6, 4–6, 6–3      |

## روابط خارجية
- بيتر بلوف على موقع رابطة محترفي التنس (الإنجليزية)
- بيتر بلوف على موقع الاتحاد الدولي لكرة المضرب (الإنجليزية)
- بيتر بلوف على موقع خلاصة التنس.كوم (الإنجليزية)